# Tony Ljungström
Tony Ljungström, född 1963 i Ljusdal i Hälsingland, är en svensk musiker. Han var sångare i dansbandet Black Jack och har även medverkat i filmen Black Jack från 1990, från vilken bandets namn myntades.
2019 turnerade Tony Ljungström med revyn "Småstadsliv", där Ljungström spelade bartender.

## Band Tony spelat i
- Per Lundgrens
- Kentons
- Team Ljusdal Band
- Tony Ljungströms
- Black Jack,
- Jive